# Internado (medicina)
Un médico interno es un facultativo en prácticas que se graduó y obtuvo el título de medicina, pero todavía no dispone de autorización para ejercer la medicina sin supervisión. La carrera de Medicina generalmente termina con un internado rotatorio, un periodo similar a las prácticas, pero cuyo programa de formación médica tanto académica como práctica y terminología empleada varían en función del país.

## Alemania
Desde 1988 hasta 2004, para estar cualificado legalmente para ejercer medicina en Alemania, los estudiantes debían actuar como Arzt im Praktikum (médico en prácticas) durante 18 meses. En 2004, Alemania derogó esta norma. Desde entonces, los facultativos que finalizan con éxito la carrera de Medicina reciben un permiso legal para ejercer y el estatus de médico asistente inmediatamente al incorporarse a la profesión médica. Sin embargo, no pueden ejercer en el sector privado ni trabajar sin supervisión hasta que reciban una certificación como Facharzt (médico especialista) en el área que elijan.

## Australia
En Australia, los médicos graduados deben completar un año en un puesto de hospital acreditado antes de recibir el permiso para ejercer completo. Este periodo se llama año interno. El internado no tiene por qué completarse en un hospital del mismo estado que la facultad de Medicina del graduado.

## Bolivia
En Bolivia, la carrera de Medicina tiene una duración de 6 años, los 2 primeros donde se imparten ciencias básicas y a partir del tercer año clases teóricas y prácticas hospitalarias. El sexto año es el llamado Internado Rotatorio que incluye rotaciones hospitalarias por las cuatro especialidades básicas (Cirugía General, Medicina Interna, Pediatría, Ginecología y Obstetricia), además de 3 meses de Servicio Rural. Una vez concluido este período, el estudiante se convierte en médico general y puede ejercer la profesión o postular al Sistema nacional de Residencia médica para optar por una especialidad que tienen una duración de entre 3 a 5 años.

## Brasil
En Brasil, la carrera de Medicina se realiza en seis años o doce semestres. En los dos últimos años (o uno y medio, dependiendo de la universidad) se realiza el internado rotatorio. En este tiempo, los estudiantes trabajan durante horas en el hospital realizando labores médicas básicas bajo la supervisión de médicos residentes y otros miembros del personal. En este período, el estudiante suele pasar por las áreas de medicina interna, cirugía, ginecología y obstetricia, pediatría, urgencias, medicina familiar y una última instancia en el área que elija para ganar más experiencia. Al concluir el internado rotatorio, el estudiante se convierte en médico y puede trabajar sin supervisión o entrar en un programa de residencia para obtener una especialidad.

## Chile
Tras finalizar el instituto, la carrera de Medicina en Chile dura 7 años —5 como estudiante de medicina y 2 como médico interno—. Al terminarlo, se obtiene el título de médico cirujano ( equivalente al médico de cabecera en Estados Unidos). El internado rotatorio incluye al menos las cuatro especialidades básicas: medicina interna, cirugía general, ginecología y obstetricia, y pediatría. Al completarlo, el facultativo puede trabajar en atención primaria, hospitales o solicitar residencias para una especialidad.

## RD Congo
La RD Congo tiene un programa de internado rotatorio de dos años para escuelas de salud pública. Muchos hospitales emplean médicos antes de que reciban su permiso para ejercer completo del Consejo Nacional de Médicos (CNOM).

## Ecuador
Al terminar el instituto, los estudiantes pueden solicitar el ingreso a la facultad de medicina. Generalmente, la carrera dura unos seis años. En el último año, los estudiantes realizan el internado rotatorio por varias especialidades quirúrgicas y clínicas. Al completarlo, los facultativos reciben el título de médico cirujano (equivalente al médico de cabecera en Estados Unidos). Además, un facultativo debe completar un año de medicina comunitaria para obtener el certificado médico y la licencia del Ministerio de Salud Pública (MSP). Después, puede entrar en un periodo de residencia o especializarse.

## Egipto
Después de graduarse en la facultad de medicina, los estudiantes se someten a un año de internado en una universidad o en un hospital universitario. En este año, el facultativo debe completar un internado rotatorio de dos meses en las áreas de cirugía general, medicina interna, pediatría y ginecología y obstetricia. También deben completar rotaciones de un mes en una subespecialidad de su elección en cirugía, medicina interna, anestesiología y urgencias. Al finalizar el internado rotatorio obtienen la licencia para ejercer.

## Eslovenia
En Eslovenia, los graduados en Medicina, tras 6 años de carrera deben completar un internado remunerado de 6 meses en una institución médica. Durante el internado rotan por las áreas de medicina interna, cirugía, pediatría, obstetricia y ginecología, otorrinolaringología, oftalmología, urgencias y anestesiología. Enfatizando las emergencias de cada área. Completar el internado es una condición para llevar a cabo el examen médico profesional. Al aprobarlo, el médico cuenta con una licencia para ejercer la medicina en Eslovenia y optar a una especialidad.

## Estados Unidos
Un internado médico normalmente dura un año y, por lo general, comienza el 1 de julio. Los internos son de dos tipos: de transición y de especialidad. Después de que un médico complete un internado y el paso 3 del USMLE o el nivel 3 del COMLEX-USA podrá ejercer como médico de cabecera. Sin embargo, la mayoría de los médicos completan una residencia médica de especialidad de dos a siete años en función de la especialidad. El Consejo de Acreditación para Graduados en Medicina (ACGME) abandonó oficialmente el término «interno» en 1975, refiriéndose a ellos en su lugar como «residentes».

## Ghana
El internado es un período de dos años después de graduarse de la facultad de medicina, durante el cual los facultativos recién graduados ejercen bajo supervisión en determinados hospitales del país. Esto implica rotaciones de seis meses en las áreas de medicina, cirugía, obstetricia y ginecología y pediatría, sin ningún orden en particular. Alternativamente, un médico interno puede optar por hacer una rotación en las áreas de anestesia o psiquiatría en lugar de una de las cuatro mencionadas anteriormente. Durante este período, el médico interno tiene un permiso para ejercer provisional concedido por el Consejo Médico y Dental de Ghana. Cuando el estudiante completa con éxito el internado, recibe el permiso para ejercer completo y el título de médico de cabecera (MO; por sus siglas en inglés).

## India
Tras cuatro años y medio de la facultad de medicina (licenciatura en medicina y cirugía o MBBS), todos los médicos de la India deben completar un internado rotatorio obligatorio de un año en varias especialidades para obtener el permiso para ejercer completo del Consejo Médico de la India (MCI) para ejercer como médico . Al obtener el permiso para ejercer del MCI, una persona tiene licencia para ejercer como médico de atención primaria en toda la India.

## Indonesia
Todo graduado en medicina de una universidad pública o privada indonesia o de una institución homologada en el extranjero, después de un proceso de adaptación, debe solicitar el permiso de internado rotatorio al Konsil Kedokteran Indonesia (Consejo Médico Indonesio (KKI)). Cuando el Consejo aprueba su solicitud, el facultativo debe solicitar un puesto de médico interno al Ministerio de Salud (MoH). Cuando el Ministerio de Salud acepta la solicitud, el médico interno hace rotaciones supervisadas en las áreas de medicina de emergencia, hospitalización sin ingreso y atención primaria pública. Al completar el internado rotatorio, reciben el certificado Surat Tanda Selesai (STSI) del Ministerio de Salud que les capacita para obtener el permiso para ejercer completo del KKI. Un médico con dicho permiso puede ejercer como médico de cabecera o continuar con su educación para obtener una especialidad y subespecialidad.
| Años           | Meses                                              | Meses                                              | Meses                                              | Meses                                              | Meses                                              | Meses                                              | Meses                       | Meses                       | Meses                       | Meses                       | Meses                       | Meses                       |
| Años           | 1                                                  | 2                                                  | 3                                                  | 4                                                  | 5                                                  | 6                                                  | 7                           | 8                           | 9                           | 10                          | 11                          | 12                          |
| -------------- | -------------------------------------------------- | -------------------------------------------------- | -------------------------------------------------- | -------------------------------------------------- | -------------------------------------------------- | -------------------------------------------------- | --------------------------- | --------------------------- | --------------------------- | --------------------------- | --------------------------- | --------------------------- |
| Antes del 2020 | Rotatorio 1                                        | Rotatorio 1                                        | Rotatorio 1                                        | Rotatorio 1                                        | Rotatorio 2                                        | Rotatorio 2                                        | Rotatorio 2                 | Rotatorio 2                 | Rotatorio 3                 | Rotatorio 3                 | Rotatorio 3                 | Rotatorio 3                 |
| Antes del 2020 | Medicina de emergencia en hospital                 | Medicina de emergencia en hospital                 | Medicina de emergencia en hospital                 | Medicina de emergencia en hospital                 | Hospitalización sin ingreso                        | Hospitalización sin ingreso                        | Hospitalización sin ingreso | Hospitalización sin ingreso | atención primaria pública   | atención primaria pública   | atención primaria pública   | atención primaria pública   |
| Antes del 2020 | atención primaria pública                          | atención primaria pública                          | atención primaria pública                          | atención primaria pública                          | Medicina de emergencia                             | Medicina de emergencia                             | Medicina de emergencia      | Medicina de emergencia      | Hospitalización sin ingreso | Hospitalización sin ingreso | Hospitalización sin ingreso | Hospitalización sin ingreso |
| Antes del 2020 | Hospitalización sin ingreso                        | Hospitalización sin ingreso                        | Hospitalización sin ingreso                        | Hospitalización sin ingreso                        | atención primaria pública                          | atención primaria pública                          | atención primaria pública   | atención primaria pública   | Medicina de emergencia      | Medicina de emergencia      | Medicina de emergencia      | Medicina de emergencia      |
| Desde el 2020  | Rotación hospitalaria                              | Rotación hospitalaria                              | Rotación hospitalaria                              | Rotación hospitalaria                              | Rotación hospitalaria                              | Rotación hospitalaria                              | Rotación PHC                | Rotación PHC                | Rotación PHC                | Rotación PHC                | Rotación PHC                | Rotación PHC                |
| Desde el 2020  | Medicina de emergencia Hospitalización sin ingreso | Medicina de emergencia Hospitalización sin ingreso | Medicina de emergencia Hospitalización sin ingreso | Hospitalización sin ingreso Medicina de emergencia | Hospitalización sin ingreso Medicina de emergencia | Hospitalización sin ingreso Medicina de emergencia | atención primaria pública   | atención primaria pública   | atención primaria pública   | atención primaria pública   | atención primaria pública   | atención primaria pública   |

## Irán
En Irán, la formación médica de siete años culmina con un internado rotatorio de 18 meses en un hospital universitario. Al completarlo, pueden trabajar independientemente como médicos de cabecera o realizar el Examen Nacional de Residencia Integral para especializarse. Si optan trabajar como médicos de cabecera, primero deben realizar el servicio obligatorio en las zonas que el Ministerio de Sanidad iraní considere insuficientemente atendidas. El internado rotatorio incluye todas las especialidades mayores y menores como: medicina de emergencias, medicina interna, obstetricia y ginecología, pediatría, cirugía, dermatología, oftalmología, otorrinolaringología, enfermedades infecciosas y psiquiatría.

## Irak
En Irak, al completar los seis años de la carrera de Medicina, los graduados comienzan un internado rotatorio de dos años en un hospital. El primer año se divide en tres meses en las áreas de medicina interna, obstetricia y ginecología, cirugía y pediatría. En el segundo año, los estudiantes deben terminar cursos de diversas especialidades como radiología, oftalmología, psiquiatría, etc. Después de dos años de internado, los médicos pueden ejercer independientemente. Tras esto, deben trabajar en áreas desatendidas durante un año y, después, solicitar estudiar una especialidad. (Esta información se ajusta a la Ley de Titulación de Profesionales Médicos del Ministerio de Sanidad iraquí de 2019)

## Irlanda
Para conseguir el permiso para ejercer completo del Consejo Médico de Irlanda, los graduados deben completar doce meses de internado en un hospital público autorizado. Este periodo comprende al menos una rotación en el área de cirugía y otra en la de medicina. Los internos deben pasar entre dos y tres meses en otra especialidad como en urgencias, medicina general, obstetricia y ginecología, pediatría, psiquiatría, anestesia y radiología.
Al terminar el rotatorio, los médicos obtienen un certificado de servicio satisfactorio. Con él, el Consejo Médico permite que el facultativo solicite el permiso para ejercer completo en el Registro General de Médicos.

## Israel
En Israel, los médicos graduados deben completar un año de internado en un hospital acreditado antes de recibir el permiso completo para ejercer. Al completarlo, los médicos pueden entrar en un programa de especialidad o ejercer como médicos de cabecera. Hay dos tipos de internados:
- El internado directo que se realiza en las áreas de medicina interna, pediatría o cirugía. Aquí, los médicos internos pasan dos meses en cirugía, dos en pediatría, uno en urgencias médicas y seis consecutivos en la especialidad que ellos elijan.

- El internado rotatorio ofrece programa que permite a los graduados pasar por todas las especialidades principales, incluyendo tres meses en medicina interna, dos meses en pediatría, dos meses en cirugía, un mes en urgencias, un mes en anestesiología y cuidados intensivos, y dos meses en el área que elijan.

En ambos programas, cada interno tiene un mes libre. Algunos solicitantes prefieren el programa rotatorio porque generalmente no es tan agotador como el internado directo. Sin embargo, un año realizando el internado directo puede preparar mejor para el segundo año de residencia.

## Jordania
En Jordania, después de terminar los 6 años de la carrera de Medicina, los estudiantes, a pesar de recibir el título, solo pueden ejercer tras trabajar en un hospital durante 12 meses. Al completarlo, obtienen el permiso para trabajar como médico de cabecera.

## Líbano
En Líbano, universidades como la Universidad Americana de Beirut (AUB), la Universidad de Balamand (UOB) o la Universidad Americana libanesa (LAU) siguen un plan de estudios similar al de las universidades de Estados Unidos. Sin embargo, la Universidad Árabe de Beirut (BAU) cuenta con un plan de estudios de seis años como en Europa y con un periodo de internado en el séptimo año como postgrado.
Otras universidades, como el Universite Saint Joseph (USJ) siguen el plan de estudios francés. Esto excluye, por ejemplo, estudios previos a la medicina (por ejemplo, una licenciatura en Ciencias). En su lugar, los estudiantes se matriculan directamente en un programa de ciencia y medicina de 7 años.

## Malasia
Todo graduado en medicina de una universidad pública o privada malasia o de una universidad homologada en el extranjero deben solicitar el permiso para ejercer provisional al Consejo Médico Malasio. Cuando el Consejo aprueba su solicitud, este figura como «Aprobado para el examen». Dicha aprobación es necesaria para que puedan solicitarle al gobierno el cargo de Pegawai Perubatan Siswazah (Médico Graduado) y que se les acepte en el servicio gubernamental.
Tras realizar tanto una entrevista como un curso obligatorio para funcionarios, el gobierno acepta la solicitud, el Consejo los reconoce como Médicos Graduados y les otorga un número de registro provisional. Esto les permite ejercer como médicos internos pudiendo trabajar únicamente en los principales hospitales gubernamentales, es decir, aquellos que cuentan con especialistas suficientes en todas las áreas.
Los médicos internos deben completar seis rotaciones de cuatro meses en:
- Medicina interna
- Cirugía
- Pediatría
- Ortopedia,
- Obstetricia y Ginecología

Además, para completar los 24 meses de internado, los médicos internos deben elegir una última instancia en urgencias, anestesiología, psiquiatría o medicina familiar. Posteriormente, el Consejo Médico Malasio les otorga el permiso para ejercer completo. El servicio gubernamental es obligatorio para todos los graduados en medicina que quieran inscribirse en el Consejo Médico de Malasia; después, pueden ejercer de forma independiente.
A veces, el Consejo extiende el periodo de internado rotatorio de 24 meses por razones de incompetencia o de salud. Un médico con el permiso para ejercer completo puede optar por trabajar en el sector gubernamental o en el privado. En Malasia, al hablar de «especialistas» se refieren a aquellos facultativos que cuentan con formación completa en una especialidad y una subespecialidad y, además, un máster o doctorado homologados por el Consejo.

## México
La carrera de Medicina incluye:
Cinco años en la facultad de Medicina (10 semestres) que incluyen ciencias básicas y rotaciones clínicas
Un año de internado rotatorio para ser capaces de ejercer sin supervisión. Las áreas clínicas que se incluyen son pediatría, cirugía, medicina interna, obstetricia y ginecología, urgencias y medicina comunitaria.
Un año de servicios sociales, tanto si la facultad de medicina es privada o pública. Al graduarse, el facultativo puede obtener una licencia para trabajar como médico de cabecera o puede optar por especializarse en un área determinada como la pediatría, la medicina interna, la cirugía ortopédica, etc. El médico debe completar una residencia de tres a siete años en función del área para obtener la licencia de especialista.

## Nepal
Después de cuatro años y medio en la facultad de medicina o la de odontología (licenciatura MBBS o BDS), todos los médicos de Nepal deben completar un internado rotatorio obligatorio de un año en varias especialidades y aprobar un examen realizado por el Consejo Médico de Nepal (NMC) para obtener el permiso para ejercer temporal del NMC para actuar como médico o cirujano dental. El internado rotatorio deben realizarse a través de su facultad de medicina u odontología, tal y como recomienda el NMC. Únicamente tras registrarse en el NMC podrán ejercer la medicina o la odontología en calidad de médicos de atención primaria o cirujanos dentales.

## Nueva Zelanda
Todos los graduados de las facultades de medicina neozelandesas y australianas acreditadas realizan una formación médica prelaboral, también conocida como programa de formación de internos. También realizan los médicos que aprobaron el examen de certificación de Nueva Zelanda (NZREX Clinical). Durante el primer año de posgrado (PGY1) y el segundo año de posgrado (PGY2), los médicos internos realizan una serie de estancias clínicas de 13 semanas como parte de su formación médica prelaboral. Desde 2020, una de estas estancias debe ser de base comunitaria.

## Nigeria
El programa de internado consiste en un período de un año en la mayoría de los hospitales de Nigeria. Después de realizar el internado bajo la supervisión de médicos titulados, cada facultativo debe completar un programa de un año en el Cuerpo Nacional del Servicio a la Juventud o NYSC por sus siglas en inglés. Durante este periodo, deben tener una licencia provisional del Consejo Médico y Dental de Nigeria para ejercer temporalmente con poca o ninguna supervisión. El programa de residencia está disponible para cualquier médico que quiera continuar en su carrera médica. Esto implica realizar un examen de postgrado denominado «primarias» en la facultad que se elija.

## Países Bajos
Históricamente, los Países Bajos contaban con un periodo preclínico de cuatro años que permitía obtener un título predoctoral equivalente a un máster (doctorandus), seguido de un periodo de prácticas de dos años de duración con responsabilidades similares a las de un médico interno estadounidense. Estos dos años de formación permitían obtener un título de médico con permiso para ejercer como médico independiente tras su finalización. Con la introducción del sistema de grado/máster establecido por el Plan Bolonia, el plan de estudios de medicina se modificó en las ocho facultades a fin de que consistiera en un programa con tres años de grado y tres de máster. El grado es prácticamente teórico. El máster incluye internados rotatorios, cursos de capacitación y de actualización y, además, un periodo de prácticas en investigación. Al completar el máster, se entrega al estudiante el título de médico.

## Pakistán
Al completar los 5 años de la carrera de Medicina, cada facultativo debe realizar un año de internado rotatorio en varios departamentos de un hospital universitario. Al finalizarlo, el médico puede comenzar la formación de residentes (especialidad).

## Panamá
En Panamá, el médico interno se refiere al médico que luego de haber obtenido su título profesional en una universidad reconocida por la Facultad de Medicina de la Universidad de Panamá es autorizado por el Consejo Técnico de Salud Pública del Ministerio de Salud para laborar como funcionario público. El internado tiene una duración de dos años con lo cual se clasifica al médico interno. Un médico interno de segunda categoría es el médico interno de primer año que realiza rotaciones en hospitales públicos acreditados como docentes por el Consejo Técnico de Salud, por lo general son hospitales de segundo nivel de atención. En el primer año de internado se rotan por los servicios de Medicina Interna, Cirugía, Pediatría, Ginecología y Obstetricia, Urgencias, Psiquiatría y 1 mes opcional que puede ser en Urgencias, Cuidados Intensivos o Medicina Familiar. El médico interno de primera categoría es el médico interno de segundo año que realiza rotaciones en unidades médicas y hospitales de primer o segundo nivel de atención que se encuentren en el interior del país (rural). En el segundo año de internado se deben realizar 5 meses de rotación en servicios/departamentos intrahospitalarios y 3 meses de atención primaria Uno de los requisitos para realizar el internado es aprobar el Examen de Certificación Básica en Medicina basado en el IFOM (International Foundations of Medicine) del National Board of Medical Examiners.
El internado es remunerado por ley y el médico interno goza de vacaciones de 1 mes al año. Una vez terminado el internado el médico interno puede elegir iniciar el proceso de residencia o continuar como médico general. El internado es un requisito para tener idoneidad del ejercicio de la profesión en el territorio nacional.

## Perú
En Perú, un médico interno es un estudiante de séptimo año de medicina que debe completar las especialidades de Medicina Interna, Obstetricia y Ginecología, Cirugía y Pediatría. Algunas universidades incluyen Salud Mental en el programa del séptimo año. Algunos hospitales pagan a los médicos internos. La Universidad Peruana Cayetano Heredia cuenta con un programa de prácticas y un programa de prácticas externas (Externado), en el que el externo actúa como aprendiz del interno, por lo que el estudiante de medicina tiene dos años de práctica médica.
Completando los estudios universitarios y el Internado los médicos deben realizar un año de servicio social, denominado Servicio Rural y Urbano Marginal de Salud (SERUMS), que es requisito para poder ejercer la profesión en el sistema público de salud o poder realizar el residentado médico.

## Polonia
En Polonia, el internado comienza después de los seis años de la carrera de Medicina. Durante trece meses los internos deben hacer rotaciones por las áreas de medicina interna, cirugía general y traumatología, anestesiología y cuidados intensivos, urgencias, pediatría y neonatología, ginecología y obstetricia, psiquiatría, medicina familiar y, además, realizar algunos cursos sobre ley médica, bioética, etc. Al terminar el internado y pasar examen médico, los facultativos pueden comenzar la residencia para obtener especialidad o trabajar como médicos de cabecera.

## Reino Unido
El equivalente británico al médico interno es el facultativo de la Foundation Year 1 (F1, FY1) que está en el primer año del Foundation Programme de dos años y tiene el permiso para ejercer provisional del Consejo Médico General. Antes de la introducción del Foundation Programme en 2005, se les conocía como «médicos internos» y, después, «médicos internos precolegiados» (PRHO). A pesar de su obsolescencia técnica, muchos médicos siguen utilizando el término «médico interno». El término «médico interno superior» o SHO todavía se utiliza para referirse al grupo de médicos que pueden incluir tanto a los del segundo año del Foundation Programme como a los que han iniciado un programa de formación especializada. El Foundation Programme es un periodo de formación de 2 años en el que se desarrollan y documentan competencias.

## República Dominicana
En República Dominicana se utiliza el término Internado para el último año de la carrera de Medicina. También se le llama Internado Rotatorio. Durante este año, el estudiante de Medicina realiza rotaciones por seis áreas: Medicina Interna, Pediatría, Psiquiatría, Cirugía, Ginecología-Obstetricia y Medicina Social o Familiar. Este año es indispensable para completar el Grado de Doctor en Medicina (Médico).
Con el título de Doctor en Medicina no se puede ejercer. Es necesario realizar un año de trabajo en una institución de salud de atención primaria. A este año se le llama Pasantía. Al completar la Pasantía se obtiene la licencia médica (Execuátur).
Cualquier graduado de Medicina en el extranjero podrá ejercer en la República Dominicana, siempre que revalide su título y posteriormente realice la Pasantía.

## Sudáfrica
El internado es un requisito obligatorio (reglamentario) por el que los médicos recién graduados y que están inscritos en el HPCSA trabajan en determinados hospitales durante dos años con supervisión médica. Pueden trabajar de forma independiente en disciplinas médicas específicas y durante periodos de tiempo determinados por el HPCSA. Están contratados por la institución y, generalmente, solo está disponible para los sudafricanos. Los médicos extranjeros que se hayan graduado recientemente y no tengan la experiencia médica requerida para registrarse en el HPCSA pueden tener que realizar un periodo de internado para obtener el permiso para ejercer completo. Pueden realizarlo tanto en su país como en Sudáfrica.
En Sudáfrica, una optativa para los estudiantes de medicina consiste en que el estudiante organiza una estancia en un hospital durante un periodo corto (de tres a seis meses) para ganar experiencia en un ámbito médico diferente. Trabajan bajo la supervisión de médicos veteranos. Es sobre todo una oportunidad de aprendizaje. No pueden trabajar de manera independiente y deben registrarse en el HPCSA si son estudiantes extranjeros.

## Suecia
El equivalente sueco a un internado es el allmäntjänstgöring (práctica general), que se requiere para obtener una licencia médica. Requiere al menos 18 meses, pero, en la mayoría de los casos, dura unos 21. Los estudiantes deben cumplir al menos nueve meses en las áreas de medicina y cirugía —al menos tres meses en cada una, pero, mayoritariamente seis y seis—; tres meses en psiquiatría y seis meses como médico de cabecera. Al completar el allmäntjänstgöring, los facultativos deben aprobar el examen de la Junta Nacional de Salud y Bienestar Social («Socialstyrelsen») para obtener una licencia médica. A este periodo le sigue el specialisttjänstgöring que es el equivalente a la residencia.

## Venezuela
En Venezuela existen dos tipos de internado: el de postgrado con una duración de dos años y el de pregrado obligatorio de un año.
- El internado de posgrado es una residencia optativa de dos años en hospitales tipo III o IV. Es necesario para adquirir la licencia médica; la otra opción es un año en un lugar rural. El interno debe completar cuatro meses en cada una de las áreas de medicina interna, obstetricia, cirugía (tanto cirugía general como cirugía ortopédica) y pediatría. Además, tiene que pasar seis meses en un centro ambulatorio.

- Internado de pregrado: Venezuela exige dos tipos de formación médica para obtener el título de médico. El programa para obtener el título de Médico Cirujano durante el último año o el año y medio, dependiendo del programa universitario, tiene un periodo de internado obligatorio bajo la supervisión de médicos cualificados en un hospital de tipo III o IV. Durante este tiempo, los estudiantes realizan trabajo hospitalario básico. El interno debe completar ocho semanas en cada una de las especialidades de medicina interna, obstetricia y ginecología, cirugía general, ortopedia, cirugía y pediatría. También hay un periodo de prácticas de ocho semanas en un centro ambulatorio rural.